# 김종필 (1992년)
김종필(한국 한자: 金鐘必, 1992년 3월 9일 ~ )은 대한민국의 축구 선수이며 포지션은 미드필더이다. 현재 전남 드래곤즈에서 활약하고 있다.

## 축구인 경력

### 선수 경력
2008년 대한축구협회 우수선수 해외유학 프로젝트에 선발되어 손흥민, 김민혁과 함께 함부르크 SV로 축구 유학을 떠났으나 공식 입단에는 실패하였고 장훈고등학교 졸업 후 2011년 J리그 디비전 2의 기라반츠 기타큐슈에 입단하였다. 2012년 9월 23일 반포레 고후와의 경기에서 리그 데뷔골을 기록하였다. 2012 시즌 종료 후 도쿄 베르디로 이적하였다.
2015 시즌을 앞두고 쇼난 벨마레로 이적하며 2부 리그를 떠나 J리그 디비전 1 무대에 첫 입성하였다.
2019시즌을 앞두고 경남 FC에 입단하면서 한국 무대로 돌아왔다.
2020시즌을 앞두고 공익 근무를 위해 진주 시민축구단으로 임대되었다.